# VC-001
La VC-001 es una carretera perteneciente al Ayuntamiento de Villafranca de Córdoba de la provincia de Córdoba, España, que comunica Villafranca de Córdoba con la Estación EDAR de Villafranca de Córdoba.

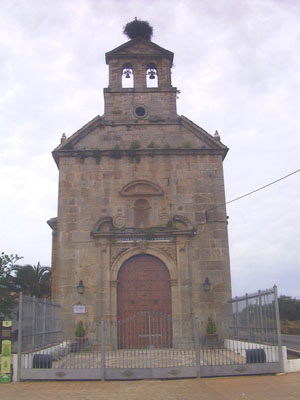
Ermita de Nuestra Señora de los Remedios

La Ermita de la Virgen de los Remedios ubicada en el km 0 de la Carretera  VC-001  en Villafranca de Córdoba.